# بيوتر جلينسكي
بيوتر تاديوس جلينسكي (بالبولندية: Piotr Gliński)‏ (من مواليد 20 أبريل 1954) عالم اجتماع وأستاذ ومحاضر جامعي وسياسي بولندي. شغل منصب رئيس الجمعية البولندية لعلم الاجتماع من 2005 إلى 2011. كان مرشح القانون والعدالة، أكبر حزب معارض، لمنصب رئيس وزراء بولندا في حكومة بياتا سزيدلو. يشغل منصب النائب الأول لرئيس الوزراء ووزير الثقافة والتراث الوطني في حكومة حزب القانون والعدالة.

## أنظر أيضا
- تاريخ بولندا (1989 حتى الآن)
- سياسة بولندا
- 2015 الانتخابات الرئاسية البولندية

## وصلات خارجية
- الموقع الرسمي